# Maculinea obsoleta
Maculinea obsoleta är en fjärilsart som beskrevs av Frederick William Frohawk 1914. Maculinea obsoleta ingår i släktet Maculinea och familjen juvelvingar. Inga underarter finns listade i Catalogue of Life.